# Liste der Monuments historiques in Bernardswiller
Die Liste der Monuments historiques in Bernardswiller führt die Monuments historiques in der französischen Gemeinde Bernardswiller auf.

## Liste der Bauwerke
| Bezeichnung                       | Beschreibung                                                                | Standort                    | Kennzeichnung | Schutzstatus | Datum | Bild           |
| --------------------------------- | --------------------------------------------------------------------------- | --------------------------- | ------------- | ------------ | ----- | -------------- |
| Kirche Notre-Dame-de-l’Assomption | neugotische Kirche, 1866/67, mit spätgotischem Tabernakel von 1518          | 2, rue de l’Église (Lage)   | PA00084612    | Inscrit      | 1934  | weitere Bilder |
| Brunnen                           | Sandstein, bezeichnet 1567                                                  | 26, rue de l’École (Lage)   | PA00084615    | Inscrit      | 1934  | weitere Bilder |
| Brunnen                           | Sandstein, 16. Jahrhundert                                                  | 11, rue des Sœurs (Lage)    | PA00084615    | Inscrit      | 1934  | weitere Bilder |
| Wohnhaus                          | Fachwerkhaus, teilweise massiv, bezeichnet 1618, mit Erker, bezeichnet 1709 | 24, rue Sainte-Odile (Lage) | PA00084613    | Inscrit      | 1934  | weitere Bilder |

## Liste der Objekte
| Bezeichnung | Beschreibung                                 | Standort                                        | Kennzeichnung | Schutzstatus | Datum | Bild |
| ----------- | -------------------------------------------- | ----------------------------------------------- | ------------- | ------------ | ----- | ---- |
| Tabernakel  | Sandstein und Schmiedeeisen, bezeichnet 1518 | in der Kirche Notre-Dame-de-l’Assomption (Lage) | PM67001567    | Inscrit      | 1981  |      |